# Kamal Benkirane
Pour l’article homonyme, voir Benkirane.
Kamal Benkirane, né à Casablanca en 1970, est un enseignant, écrivain, notamment poète, et éditeur canadien d'origine marocaine vivant au Québec, à Montréal.

## Biographie
Après avoir décroché une licence en littérature française, Kamal Benkirane devient enseignant et se met à l’écriture en publiant dans plusieurs revues et journaux locaux au Maroc. Il s’implique dans plusieurs associations littéraires, dont Les amitiés poétiques et littéraires du Maroc, et obtient plusieurs prix en poésie classique et néo-classique en France, dont le prix Verlaine en poésie néo-classique.
En 2001, il s’installe au Québec, étudie les sciences de l’éducation à l’université de Montréal, obtient une maîtrise en Éducation et rejoint après l’Alliance des professeurs de Montréal.
En 2005, il devient citoyen canadien et publie cette année-là, aux éditions québécoises Fleur de lys, un recueil de poèmes (Les Ormes diaphanes), puis motivé par la fusion entre la littérature et les technologies de l’information, il fonde en 2006 une maison d’édition électronique (E-passerelle) dont l’objectif est de promouvoir les littératures francophones du monde en Amérique du nord. Il publie plusieurs auteurs, expose dans plusieurs manifestations culturelles à travers le Canada et organise plusieurs événements culturels et rencontres littéraires autour de l'écrit francophone au Québec et au Canada. En 2009, il publie un recueil de poèmes aux éditions du Cygne en France (Dans la chair du cri), préfacé par Abdelmajid Benjelloun  ; en 2010, il publie aux éditions de L'Harmattan en France (Culture de la masculinité et décrochage scolaire des garçons au Québec), et en 2014, un recueil de poèmes (Les Feuillets de l'aube).
Il a participé au Québec à plusieurs projets dans le cadre de la promotion de l'interculturalité au Québec et au Canada, et continue ses travaux sur les musiques de consonances andalouses et les poésies soufies, ainsi que sur la problématique de l’immigration, de l’exil et de la double appartenance. Il a participé a plusieurs comités comme consultant dans la pratique artistique, culturelle et littéraire au Québec, et ce au sein du Conseil des arts de Montréal, le Conseil des arts et des lettres du Québec ainsi que le Conseil des arts du Canada.
Kamal Benkirane anime notamment « Les mille et une soirées littéraires », rencontres et débats sur la littérature québécoise, la littérature francophone et la littérature de la migrance au Québec dans le cadre de la promotion l'interculturalité par les biais des arts et des lettres. Il est aussi animateur d'émissions littéraires à la chaîne de télévision Canadienne ICI Télévision.
Son tout dernier recueil de nouvelles (les souliers mauves et autres nouvelles) a été publié au Maroc chez les éditions Marsam en 2018.
Kamal Benkirane a été récipiendaire en 2017 du grand Prix « Culture » chez DeGama, et d’une mention honorable à l’assemblée des patriotes de l’Amérique française pour ses multiples engagements culturels et littéraires.
Un livre sur ses écrits vient de sortir en novembre 2019 en France, intitulé (Kamal Benkirane, Voix marocaine au Canada) et qui regroupe des études académiques et critiques sur ses livres, émanant de 16 universitaires du Maroc, de l’Algérie, du Canada, des États-Unis, de Roumanie, de la France.
Il est animateur de l’émission littéraire Agora (Arts et lettres) sur ICI Télévision-Canada.

## Œuvres
- Les Ormes diaphanes, recueil de poèmes, Fleur de lys, Québec, 2005
- Dans la chair du cri, recueil de poèmes, Éditions du Cygne, France, 2009
- Culture de la masculinité et décrochage scolaire au Québec, Éditions L'Harmattan, France, 2010[5]
- Feuillets des matins roses, recueil de poèmes, Edilivre, Québec, 2013
- J'ai tué l'hiver, Roman, Éditions L'Harmattan, France 2016
- Les souliers mauves et autres nouvelles, recueil de nouvelles, Éditions Marsam, Maroc, 2018
- Les miroirs mentent toujours, recueil de nouvelles, France : Les Impliqués éditeur, 2022, 164 pages
- L'ombre de lumières, roman, France, L'harmattan, 2023, 206 pages